# Colonne Napoléon (Luz-Saint-Sauveur)
Pour l’article homonyme, voir Colonne Napoléon.
La colonne Napoléon est une colonne commémorative érigée en 1824 à Luz-Saint-Sauveur.

## Localisation
Le monument est situé sur la commune de Luz-Saint-Sauveur (quartier de Saint-Sauveur), dans le département français des Hautes-Pyrénées en région Occitanie. La colonne est implantée à l'entrée du Pont Napoléon sur la rive droite du gave de Pau.

## Histoire
La colonne Napoléon a été élevée en 1860 en hommage à Napoléon III et à l'impératrice Eugénie à la suite de leur visite en 1859 à Saint-Sauveur. Elle est commandée en 1860 puis édifiée en 1863 par la commission syndicale de la vallée de Barèges.
Le 15 mai 1862, le conseil municipal et le maire de Luz-Saint-Sauveur, le notaire Forcamidan, votent l'érection d'un arc de triomphe, afin de « perpétuer le souvenir du séjour de leurs Majestés parmi nous, qui témoigne de la reconnaissance que nous ressentons pour les bienfaits dont leurs Majestés Impériales nous ont comblé ». Ce projet est financé par une souscription privée. le 18 avril 1863, la somme de 2 949 F est réunie. Le monument étant évalué à  3 470 F, le conseil municipal ajoute 600 F, pris sur les fonds de la commune.
L'arc de triomphe prévu est finalement remplacé par une colonne surmontée d'un aigle.

## Caractéristiques
La colonne en marbre gris de Lourdes, haute de 12 m, est formée de 14 anneaux et repose sur un piédestal, elle est surmontée par une sculpture à l'effigie de l'aigle impérial et comporte une inscription gravée commémorative : « A leurs Majestés impériales Napoléon III et l'Impératrice Eugénie, les habitants de LUZ St SAUVEUR reconnaissants ».

## Galerie

Sélection de vues du monument.
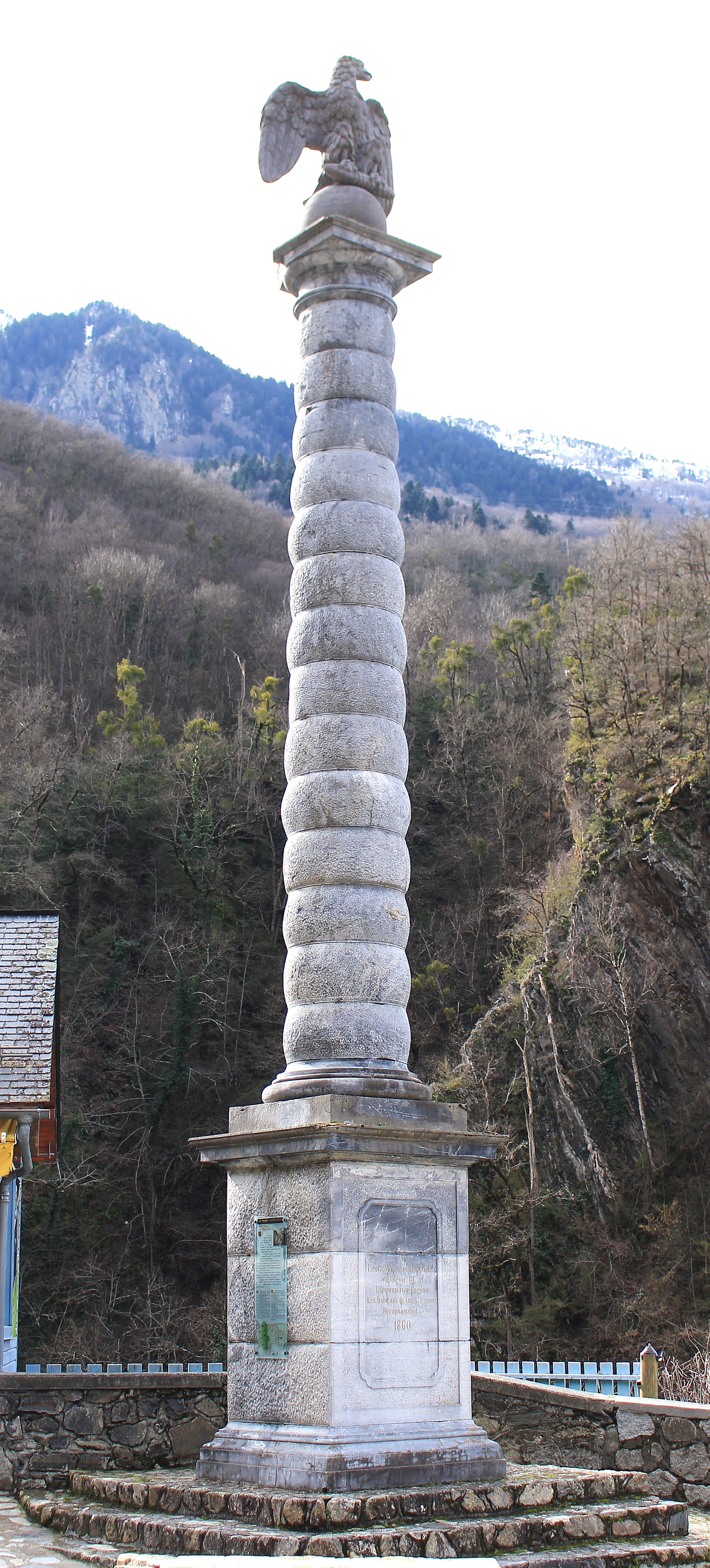
La colonne.
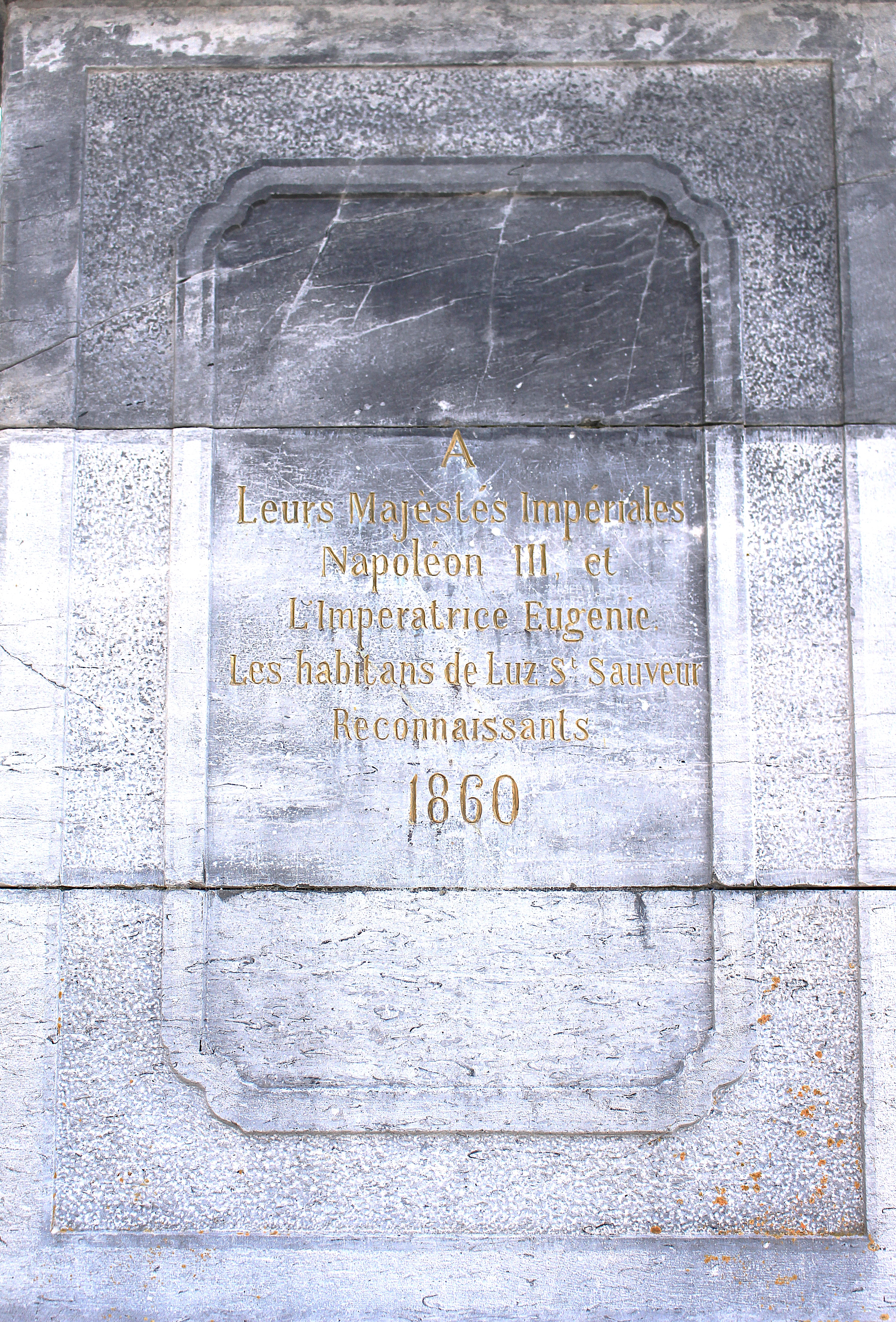
La stèle.